# Spices & The Remixes
Parte Integrante do Box das Spice Girls Do Album Greatest Hits Muitos Acreditam que o álbum sera Vendido separadamente.[carece de fontes?]